# 로잘린 (영화)
"로잘린"(영어: Rosaline)은 2022년 공개된 미국의 로맨틱 코미디 영화로, 캐런 메인이 감독을 맡았다. 윌리엄 셰익스피어의 희곡 《로미오와 줄리엣》의 인물인 로잘린을 주인공으로 하며, 배우 케이틀린 디버가 로잘린을 맡았다.

## 출연진
- 케이틀린 디버 - 로잘린 역
- 이사벨라 메르세드 - 줄리엣 역
- 카일 앨런 - 로미오 역